# Святодухівський собор (Ромни)
Роменський Святодухівський собор або Собор Зішестя Святого Духа — православний (УПЦ МП) історичний храм у районному центрі місті Ромнах Сумської області; цінна історико-архітектурна пам'ятка міста 1-ї половини XVIII століття.
Комплекс Роменського міського собору розташований в історичному середмісті на рівнинному місці біля краю високої гори на кромці правобережжя річки Сули. З південно-західного боку до соборного двору прилягає Базарна площа, яка існує на цьому місці з XVII століття. Південніше розташований колишній давньоруський дитинець (середньовічний замок), який зараз має вигляд вузького і високого останця. 
До комплексу, крім власне Святодухівського собору, входять також Василівська тепла церква (тепер окремий храм) з дзвіницею, будинки священика й огорожа. Завдяки розташуванню комплексу в зоні найвищої композиційної активності і виразним висотним силуетам двох храмів, архітектурний комплекс є  найважливішою містобудівною і ландшафтною домінантою не лише міста, але і всієї округи, увінчуючи мальовничі гори і чудово проглядаючись із віддалених видових точок у радіусі до 5 км, особливо з прилеглих сіл і рівнинного лівого берега річки Сула (місцина Засулля).

## Опис
У композиції Роменського Святодухівського собору органічно поєдналися типовий для російських храмів кубічний об'єм і характерні риси українських тридільних церков. Собор вдало вписаний у навколишній ландшафт. Здається, що масивний куб виростає з обриву і є природним продовженням крутих схилів. 
Північний і південний фасади кубу храмової споруди розчленовані поодинокими пілястрами на дві рівні частини, кожна з яких закінчується вгорі фігурним фронтоном. Фронтони, що розділяють масивний об'єм, полегшують споруду, надаючи їй ніби руху вгору. 
Вікна собору розташовані в два яруси. Високі і вузькі, вони обрамлені тонкими колонками і стрілчастими сандриками. Три щільно поставлених круглих барабани завершуються грушоподібними куполами, що переходять у стрункі шестигранні ліхтарі з бароковими маківками. Пружні лінії куполів, а також паралельні грані ліхтарів ще більше підсилюють відчуття загальної легкості культової споруди. 
У соборі перебувала картина із зображенням мадонни, одягненої в український національний одяг. Вона висіла над місцем поховання Марії Маркович — дочки відомого українського мемуариста Якова Марковича. Припускають, що це її портрет. Картину написав талановитий український художник XVIII століття Григорій Стеценко. Зараз ця картина експонується в Роменському краєзнавчому музеї. 
Собор Зішестя Святого Духа належить до типологічно унікальних споруд стилю українського відродження першої половини XVIII століття.

## Джерело
- Святодухівський собор, 1742—1746 рр. // Памятники градостроительства и архитектуры Украинской ССР. в 4-х томах (за ред. Жарікова Н.Л.), К.: «Будивэльнык», 1983-1986 (електронна версія), Том 4, стор. 16 (рос.)
- Вечерський В. В. Православні святині Сумщини., К.: «Техніка», 2009, — с. 196—199
- Пам'ятки Роменського району на www.our-travels.sumy.ua (рос.)